# Thomas Brown (strzelec)
Thomas Granville „Tom” Brown (ur. 2 lutego 1885 w Halleck, zm. 4 listopada 1950 w Rawlins) – amerykański strzelec, medalista olimpijski.
Był nauczycielem w jednej ze szkół w Uffington. W 1920 roku był porucznikiem 41 Pułku Piechoty, w 1925 roku awansowany do stopnia kapitana.
Brown uczestniczył w Letnich Igrzyskach Olimpijskich 1920 w co najmniej 5 konkurencjach, zdobywając dwa medale w zawodach drużynowych. Został wicemistrzem olimpijskim w karabinie wojskowym stojąc z 300 m, osiągając najsłabszy wynik wśród Amerykanów (skład zespołu: Thomas Brown, Willis Lee, Lawrence Nuesslein, Carl Osburn, Lloyd Spooner). Zdobył również brązowy medal w rundzie pojedynczej do sylwetki jelenia, uzyskując tym razem najlepszy wynik w zespole (skład drużyny był taki sam).

## Wyniki

### Igrzyska olimpijskie
| Igrzyska | Konkurencja                                     | Wynik                           | Miejsce | Źródło |
| -------- | ----------------------------------------------- | ------------------------------- | ------- | ------ |
| IO 1920  | Karabin wojskowy stojąc, 300 m, drużynowo       | 255 pkt. (druż.) 48 pkt. (ind.) |         | [ 1 ]  |
| IO 1920  | Runda pojedyncza do sylwetki jelenia            | 33 pkt.                         | ?       | [ 2 ]  |
| IO 1920  | Runda pojedyncza do sylwetki jelenia, drużynowo | 158 pkt. (druż.) 36 pkt. (ind.) |         | [ 3 ]  |
| IO 1920  | Runda podwójna do sylwetki jelenia              | 63 pkt.                         | ?       | [ 4 ]  |
| IO 1920  | Runda podwójna do sylwetki jelenia, drużynowo   | 282 pkt. (druż.) 50 pkt. (ind.) | 4       | [ 5 ]  |